# Johann Adam von Seuffert

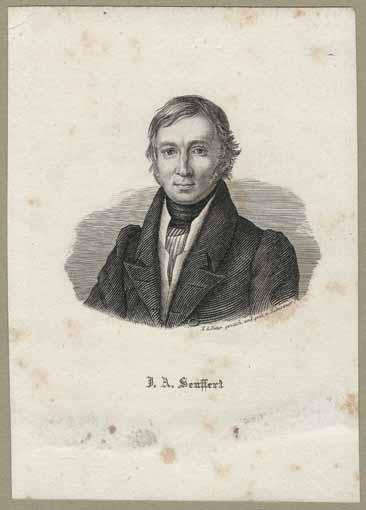
Johann Adam Seuffert

Johann Adam von Seuffert, född 15 mars 1794 i Würzburg, död 8 maj 1857 i München, var en tysk jurist; far till Hermann Seuffert. 
Seuffert deltog som löjtnant i 1814 års krig mot Frankrike, blev 1815 juris doktor och privatdocent i Göttingen, 1817 extra ordinarie och 1819 ordinarie professor i Würzburg, men tvingades efter oppositionellt uppträdande som ledamot av bayerska lantdagen 1832 övergå till domarbanan, som han 1839 lämnade för att ägna sig åt vetenskaplig författarverksamhet. 
Seuffert skrev Lehrbuch des praktischen Pandektenrechts (1823–25; fjärde upplagan 1860–70) och Kommentar über die bayrische Gerichtsordnung (1836-42; andra upplagan 1853–58) samt uppsatte tidskrifterna "Blätter für Rechtsanwendung" (1836) och "Archiv für Entscheidungen der obersten Gerichte" ("Seuffert's Archiv", 1847).